# Centropus bengalensis
Il cucal minore (Centropus bengalensis Gmelin, 1788) è un uccello della famiglia Cuculidae.

## Distribuzione e habitat
Questo uccello vive nell'Asia meridionale e sudorientale, dall'India e la Cina fino all'Indonesia.

## Tassonomia
Centropus bengalensis ha sei sottospecie:
- Centropus bengalensis bengalensis
- Centropus bengalensis lignator
- Centropus bengalensis javanensis
- Centropus bengalensis philippinensis
- Centropus bengalensis sarasinorum
- Centropus bengalensis medius